# Шок-акция

Шок-акция активистов АГА в одном из офисов Нью-Йорка

Шок-акция (англ. Zap) — форма прямого политического прямого действия, которая стала популярной в 1970-х годах в Соединенных Штатах. Суть такой акции заключалась в следующем: активисты Альянса выслеживали на улице видных политических деятелей и, в присутствии прессы, телевидения и сотен зевак, своим вызывающим поведением застигали «жертву» врасплох, тем самым требуя от него (неё) признать при всех права геев и лесбиянок. Фактически шок-акция стали предшественником популярного в XX веке флеш-моба.

## После Стоунволлских бунтов
Хотя американские «гомофильные» организации участвовали в публичных демонстрациях с 1959 года, эти демонстрации, как правило, носили характер мирных пикетов. После стоунволлских бунтов 1969 года, более молодые и радикальные гей-активисты не переняли тактику предыдущего поколения.